# ألفا فيتو بروتين
ألفا فيتو بروتين ( AFP ، α-fetoprotein ؛ يُطلق عليه أحيانًا اسم ألفا -1- فيتو بروتين alpha-1-fetoprotein أو ألفا فيتو غلوبين alpha-fetoglobulin أو ألفا فيتال بروتين alpha fetal protein ) هو بروتين   يتم ترميزه في البشر بواسطة جين ألفا فيتو بروتين .   يقع جين ألفا فيتو بروتين على ذراع q للصبغي الرابع (4q25). يستخدم مستوى مصل ألفا فيتو بروتين الأمومي للكشف عن متلازمة داون وعيوب الأنبوب العصبي وغيرها من تشوهات الكروموسومات . 
ألفا فيتو بروتين هو بروتين بلازما رئيسي ينتجه الكيس المحي وكبد الجنين أثناء نمو الجنين. يُعتقد أنه التناظرية الجنينية لألبومين المصل . يرتبط ألفا فيتو بروتين بالنحاس والنيكل والأحماض الدهنية والبيليروبين  ويوجد في أشكال أحادية وثنائية وثلاثية .
بالنسبة للبشر، يحتوي الجنين على أكبر قدر من مستويات ألفا فيتو بروتين الذي سريعًا ما يتهاوى تدريجيًا بعد الولادة. وصولًا إلى مستويات منخفضة إلا أنه من الممكن قياسها بحلول عمر ثمانية - إثني عشر شهرًا كما هو الحال بالنسبة للبالغين. حيث لا يلعب ألفا فيتو بروتين دورًا معروفًا في حياتهم أما على الجانب الآخر فهو جوهري في حياة الأجنة العادية حيث ينتج هرمون الأستراديول. يتم قياس ألفا فيتو بروتين في النساء الحوامل إما باستخدام دم الأم أو السائل المحيط بالجنين وذلك عند اختبار الكشف عن التشوهات في تطور الجنين حيث تؤدي معدلاته المرتفعة إلى عيوب في الأنبوب العصبي، إلا أن انخفاضه يؤدي إلى متلازمة داون. كما يقاس أيضا في النساء غير الحوامل، وغيرهم من البالغين والأطفال، يعتبر بمثابة علامة بيولوجية للكشف عن مجموعة من الأورام. لا توجد مستويات أعلى من 500 نانوجرام/ملليلتر من ألفا فيتو بروتين لدى البالغين إلا في ثلاث حالات فقط هي: سرطان الكبد و ورم الخلايا الجنسية وداء السرطان النقيلي الذي يصيب الكبد.
بالنسبة للفئران ينتج ألفا فيتو بروتين هرمون الأستروجين في الأمهات مانعا مرورها من خلال المشيمة ويعد منع تذكير الأجنة الإناث هو المهمة الرئيسية التي يلعبها ألفا فيتو بروتين حيث أن وجود كميات هائلة من هرمون الأستروجين تقضي كلية على ألفا فيتو بروتين مما يتسبب في تذكير الأجنة الإناث.

## البنية
ألفا فيتو بروتين هو بروتين سكري مؤلف من خمسمائة وواحد وتسعون حمضا أمينيا وجزء من الكربوهيدرات. لقد اقترح العلماء العديد من المهام التي يقوم بها ألفا فيتو بروتين فعلى سبيل المثال مكافحة السرطان حيث أن الببتيد المشتق من ألفا فيتو بروتين الذي يشار إليه باسم ألفا فيتو ببتيد AFPep يمتلك خصائص مضادة للسرطان.
يتم إنتاج الفا فيتو بروتين في الجنين عادة عن طريق الكيس المحي والمسالك المعوية وأخيرا في الكبد وتصل مستويات ألفا فيتو بروتين إلى ذروتها بنهاية الثلاث أشهر الأولى من الحمل ثم تنخفض بعد ذلك لأن الجنين يقوم بإفرازها في البول. يعكس السائل المحيط بالجنين مستويات ألفا فيتو بروتين. في المقابل، إن مستويات هذا البروتين لدى الأمهات عند مقارنتها بمستوياته لدى الجنين هي أخفض بكثير، ولكنها تستمر في الارتفاع لدى الأمهات حتى حوالي الأسبوع الثاني والثلاثين من الحمل.

## الوظيفة
ألفا فيتو بروتين هو بروتين البلازما الأكثر وفرة في الجنين البشري. تصل مستويات بلازما الأم إلى الذروة قرب نهاية الثلث الأول من الحمل، وتبدأ في التناقص قبل الولادة في ذلك الوقت، ثم تنخفض بسرعة بعد الولادة. عادة ما تتحقق المستويات الطبيعية للبالغين في سن 8 إلى 12 شهرًا. وظيفة ألفا فيتو بروتين في البالغين غير معروفة؛ ومع ذلك فإنه في القوارض يربط الإستراديول لمنع انتقال هذا الهرمون عبر المشيمة إلى الجنين. وتتمثل الوظيفة الرئيسية لهذا في منع تحفيز الأجنة الأنثوية. نظرًا لأن الألفا فيتو بروتين البشري لا يربط الإستروجين، فإن وظيفته في البشر أقل وضوحًا. 
يمكن تجاوز نظام الألفا فيتو بروتين للقوارض بحقن ضخمة من هرمون الاستروجين، والتي تطغى على نظام الألفا فيتو بروتين وتؤدي إلى إضفاء الذكورة على الجنين. قد يبدو التأثير الذكوري لهرمون الاستروجين غير بديهي لأن هرمون الاستروجين مهم للتطور السليم للخصائص الثانوية للإناث خلال فترة البلوغ. ومع ذلك، ليس هذا هو الحال قبل الولادة. هرمونات الغدد التناسلية من الخصيتين، مثل هرمون التستوستيرون والهرمون المضاد لمولر، مطلوبة لإحداث تطور لذكر النمط الظاهري. بدون هذه الهرمونات، سيتطور الجنين إلى أنثى نمطية حتى لو كان وراثيًا XY . قد يكون تحويل هرمون التستوستيرون إلى استراديول بواسطة الأروماتاز في العديد من الأنسجة خطوة مهمة في إضفاء الذكورة على هذا النسيج.   يُعتقد أن ذكورة الدماغ تحدث عن طريق تحويل هرمون التستوستيرون إلى استراديول بواسطة الأروماتاز، وأيضًا عن طريق تخليق هرمون الاستروجين داخل الدماغ.   وبالتالي، قد يحمي ألفا فيتو بروتين الجنين من استراديول الأم الذي قد يكون له تأثير ذكوري على الجنين، لكن دوره الدقيق لا يزال مثيرًا للجدل.

## مستويات المصل

### الأم
في النساء الحوامل، يمكن مراقبة مستويات ألفا فيتو بروتين في البول. حيث أن تصفية ألفا فيتو بروتين تتم بسرعة من مصل الأم عن طريق كليتيها، فإن ألفا فيتو بروتين في بول الأم يرتبط بمستويات مصل الجنين، على الرغم من أن مستوى بول الأم أقل بكثير من مستوى مصل الجنين. ترتفع مستويات ألفا فيتو بروتين حتى الأسبوع الثاني والثلاثين من الحمل تقريبًا. يتم إجراء فحص بروتين ألفا فيتوبروتين في مصل الأم (MSAFP) من الأسبوع السادس عشر إلى الأسبوع الثامن عشر من الحمل.  إذا أظهرت مستويات بروتين ألفا فيتوبروتين في مصل الأم وجود شذوذ، فقد يتم إجراء بزل السلى للحامل.

### الرضع
إن المدى الطبيعي لقيم ألفا فيتو بروتين لدى البالغين والأطفال يتم الإبلاغ عنها بشكل مختلف حيث يتم الإشارة إليها على أنها أقل من 50 وأقل من 10 وأقل من 5 نانوغرام / مل وذلك تبعا للمصادر المختلفة.   عند الولادة فإن الرضع الطبيعين يكون لديهم مستويات ألفا فيتو بروتين 4 أو أكثر من القيمة الأسية فوق هذه المعدلات الطبيعية المذكورة سابقا، والتي تنخفض إلى المعدل الطبيعي خلال السنة الأولى من العمر.      
خلال هذا الوقت، يمتد النطاق الطبيعي لمستويات ألفا فيتو بروتين ما يقرب من 2 من القيمة الأسية.  أن التقييم الصحيح لمستويات ألفا فيتو بروتين غير الطبيعية عند الرضع يجب أن يأخذ في الاعتبار هذه الأنماط الطبيعية. 
قد تكون مستويات ألفا فيتو بروتين العالية جدًا عرضة للتثبيت (انظر واسم ورمي) ، مما يؤدي إلى انخفاض المستوى بشكل ملحوظ عن التركيز الفعلي.  هذا مهم لتحليل سلسلة من اختبارات الواسم الورمي ألفا فيتو بروتين، على سبيل المثال في سياق المراقبة المبكرة بعد العلاج للناجين من السرطان، حيث يكون معدل انخفاض ألفا فيتو بروتين له قيمة تشخيصية.

## الأهمية السريرية
يستخدم قياس ألفا فيتو بروتين بشكل عام في سياقين سريريين. أولاً، يتم قياسه عند النساء الحوامل من خلال تحليل دم الأم أو السائل الأمنيوسي كاختبار فحص لبعض التشوهات الخلقية مثل اختلال الصيغة الصبغية. ثانيًا، يرتفع مستوى ألفا فيتو بروتين في المصل لدى الأشخاص المصابين بأورام معينة وبالتالي يتم استخدامه كواسم حيوي لمتابعة هذه الأمراض. بعض هذه الأمراض مذكورة أدناه:
- العيوب الخلقية التنموية المرتبطة بارتفاع ألفا فيتو بروتين
  - قيلة الدماغ [24] [25]
  - الخلقي
  - عيوب الأنبوب العصبي : بروتين فيتو ألفا في السائل الأمنيوسي ومصل الأم [26] [27]
- الأورام المرتبطة بارتفاع ضغط الدم
  - سرطان الخلايا الكبدية [26] [28]
  - مرض نقيلي يصيب الكبد
  - أورام الخلايا الجرثومية غير التناسلية
  - ورم كيس الصفار [26]
- الحالات الأخرى المرتبطة بارتفاع ضغط الدم
  - ترنح توسع الشعيرات : يستخدم ارتفاع ضغط الدم كعامل واحد في التشخيص [29]

يُزعم أن الببتيد المشتق من ألفا فيتو بروتين الذي يشار إليه باسم ألفا فيتو ببتيد AFPep يمتلك خصائص مضادة للسرطان. 
في علاج سرطان الخصية، من الأهمية بمكان التمييز بين الأورام المنوية والأورام غير الورمية. عادة ما يتم ذلك باللجوء إلى الشريح المرضي بعد إزالة الخصية وتأكيده بواسطة علامات الورم. ومع ذلك، إذا أظهر التشريح المرضي أن الورم عبارة عن ورم منوي نقي صرف، ولكن كان إلى جانب ذلك مستوى ألفا فيتو بروتين مرتفعًا فسيتم التعامل مع الورم على أنه ورم غير منوي لأنه يحتوي على مكونات الكيس المحي (وهي مكونات غير منوية). 

## تاريخ التصوير الطبى بالأشعة
من الجدير بالذكر أن شركة لاب كورب lab Corp وهي شركة اختبار معملي ضخمة في الولايات المتحدة قد قامت بإجراء اختبارات عملية لقياس مستويات ألفا فيتو بروتين في أوائل الثمانينيات من القرن العشرين.

## روابط خارجية
- alpha-Fetoproteins في المكتبة الوطنية الأمريكية للطب نظام فهرسة المواضيع الطبية (MeSH).

- Overview of all the structural information available in the PDB for UniProt: P02771 (Alpha-fetoprotein) at the PDBe-KB.

## وصلات خارجية
- alpha-Fetoproteins